# إلياس بازنا
إلياس بازنا (بالألبانية: Iliaz Bazna‏) (28 يونيو 1904 ، بريشتينا - 21 ديسمبر 1970 ، ميونيخ) يشار إليها أيضًا باسم إلياس بازنا أو إيلاز بازنا، جاسوس تركي من أصل ألباني عمل عميلًا سريًا لألمانيا النازية خلال الحرب العالمية الثانية وكان يعرف باسم اسمه الحركي شيشرون .
وُلد بازنا في بريشتينا، ألتحق بأكاديمية عسكرية ، وانضم إلى وحدة عسكرية فرنسية في سن السادسة عشرة. وتم القبض عليه وهو يسرق السيارات والأسلحة ، حيث خدم ثلاث سنوات في معسكر العمل الجنائي في فرنسا. شغل بازنا عددًا من الوظائف اليدوية في المدن التركية والفرنسية قبل الحصول على عمل للدبلوماسيين والقنصليات الأجنبية كبواب وسائق وحارس. تحدث عدة لغات بطلاقة ، بما في ذلك الفرنسية ، التي كانت اللغة الدبلوماسية السائدة في ذلك الوقت. في عام 1943 ، تم تعيين بازنا كخادم من قبل هوغه ناتشبول-هوغيسن ، السفير البريطاني في أنقرة ، تركيا. قام بتصوير مستندات بريطانية في حوزة ناتشبول-هوغيسن ، وباعها للألمان من خلال ملحقهم لودفيخ كارل موتزيش فيما أصبح يعرف باسم قضية شيشرون
وبصفته شيشرون ، نقلت بازنا معلومات مهمة حول العديد من مؤتمرات قادة الحلفاء ، بما في ذلك مؤتمرات موسكو ومؤتمر طهران ومؤتمر القاهرة. كانت تفاصيل مؤتمر طهران مهمة لعملية الوثب الطويل ، المؤامرة الفاشلة لقتل فرانكلين روزفلت ، جوزيف ستالين ، ونستون تشرشل. قام أيضًا بنقل مستند يحمل أعلى قيود الأمان (قائمة بيغت) حول عملية أوفرلورد (الاسم الرمزي لغزو نورماندي في يونيو 1944). تضمنت معلومات استخبارية مفادها أن السفير البريطاني طلب استخدام القواعد الجوية التركية «للحفاظ على تهديد للألمان من شرق البحر المتوسط حتى إطلاق أوفرلورد». لم يكن الألمان يعرفون معلومات عن غزو النورماندي إلا بعد الحرب. لو تم تقديمها في الوقت المناسب ، لكانت عملية أوفرلورد (الاستعدادات ليوم-دى) قد تعرضت للخطر. كما قدم معلومات استخباراتية ربما جعلت الألمان يعتقدون أنه لا يوجد خطر من الهجوم في البلقان. يُعتقد أن المعلومات التي سربها كانت من بين الإفصاحات التي قد تكون أكثر ضرراً والتي أدلى بها وكيل أثناء الحرب العالمية الثانية. شككت وزارة الخارجية الألمانية في المعلومات الاستخباراتية التي قدمتها شيشرون بسبب الكم الهائل من الوثائق المرسلة ، مما يعني أن القليل منها ، إن وجد ، تم التعامل معه.
بمجرد أن أدرك البريطانيون أن هناك جاسوسًا يعمل داخل السفارة التركية ، قاموا بالتحقيق في بازنا ، وقاموا بتثبيت نظام إنذار جديد ، وشرعوا في لدغة فاشلة للقبض عليه لبيع معلومات استخبارية. توقف عن بيع المعلومات إلى الألمان بحلول نهاية فبراير 1944 وغادر السفارة في غضون شهر أو نحو ذلك. بعد الحرب ، تم استجواب بازنا عن جرائم الحرب ، لكنه لم يُتهم قط بالتجسس. حاول شراء وتشغيل فندق في أنقرة مع عائدات حياته المهنية في التجسس ، ولكن اكتشف أن الكثير من الأموال كانت مزيفة. قضى عقوبة السجن لفترة وجيزة لتوزيعها على الملاحظات المزورة. عاش بازنا في أنقرة مع عائلته لسنوات عديدة وحصل على عمل يؤدي وظائف غريبة. انتقل إلى ميونيخ في عام 1960 وعمل كحارس ليلي قبل أن يموت في عام 1970 بسبب مرض الكلى. نشرت بازنا مذكرات حول قضية شيشرون في عام 1962.

## حياتها المبكرة والعائلة
ولد بازنا في عام 1904 في بريشتينا ، ولاية كوسوفو من الإمبراطورية العثمانية (الآن كوسوفو). كان والداه من أصل ألباني. وكان والده مدرسًا لـ العقيدة الإسلامية . وذكر لاحقًا أن والده كان ملا مسلم يدعى حافظ يزن بازنا ، وكان عمه اللواء كمال ، وكان جده طاهر باشا الشجاع. كلاً من جده وعمه منظمين لحركة تركيا الفتاة الذين خدموا تحت مصطفى كمال أتاتورك.

## روابط خارجية
- إلياس بازنا على موقع الموسوعة البريطانية (الإنجليزية)